# Sandyfield
Sandyfield är en kommun (town) i Columbus County i North Carolina. Vid 2010 års folkräkning hade Sandyfield 447 invånare.